# Ega (langue)
L’ega est une langue kwa parlée dans le Sud-Bandama en Côte d’Ivoire.